# Opisthoteuthis agassizii
Opisthoteuthis agassizii é uma espécie de molusco pertencente à família Opisthoteuthidae.
A autoridade científica da espécie é Verrill, tendo sido descrita no ano de 1883.
Trata-se de uma espécie presente no território português, incluindo a zona económica exclusiva.